# Jeep Avenger EV
A Jeep Avenger EV a kompakt (B) osztályba tartozó akkumulátoros elektromos autótípus. A járművet az amerikai Jeep autógyártó gyártja.

## Műszaki adatok[2]
A specifikációk az „alap” modellre vonatkoznak, további opciók nélkül.

### Szállítás
Az autó öt üléssel rendelkezik, amelyek közül három Isofix gyermeküléshez alkalmas. 355 literes alapkivitelben a csomagtér. Opcionálisan rendelhető vonóhoroggal.

### Akkumulátor
Bruttó 54 kWh kapacitású vontatási akkumulátorral van felszerelve, melyből 50,8 kWh használható. Ennek eredményeként a WLTP szerinti hatótávolsága 404 km. Az akkumulátor aktív hűtéssel rendelkezik, és a CATL gyártja. Az akkumulátorcsomag névleges feszültsége 377 V.

### Töltés
CCS-csatlakozással rendelkező gyorstöltő használata esetén elérhető a 100 kW-os töltési sebesség, amivel akár 26 perc alatt feltölthető az akkumulátor autót 10%-ról 80%-ra, ami 480 km/órás gyorstöltési sebességet jelent.

### Teljesítmény
Az autó elektronikus hajtásláncának teljesítménye 115 kW, nyomatéka 260 Nm. 9 másodperc képes felgyorsulni alatt 0-ról 100 km/órára. Az elérhető maximális sebesség mintegy 150 km/óra.

## Galéria

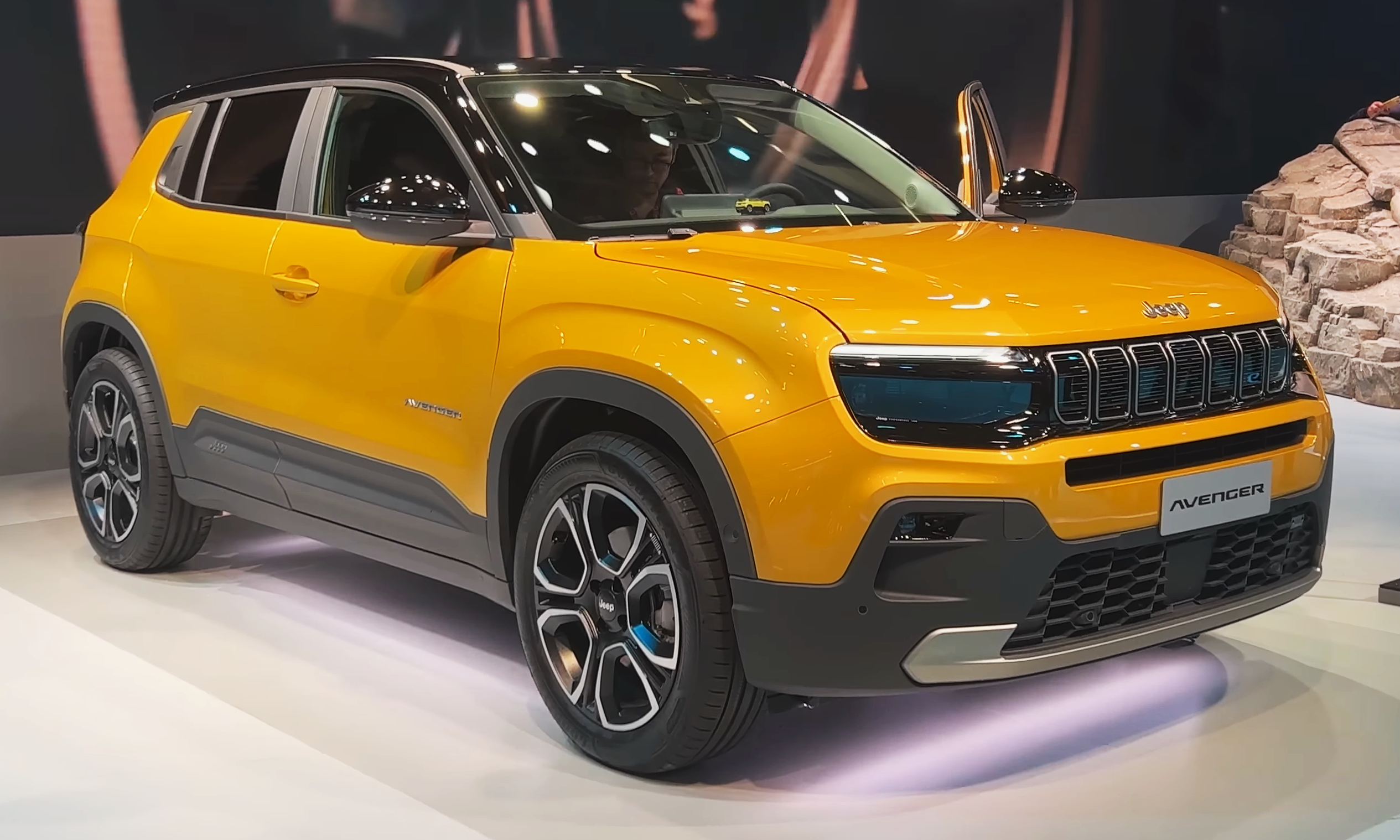
Elölnézetből
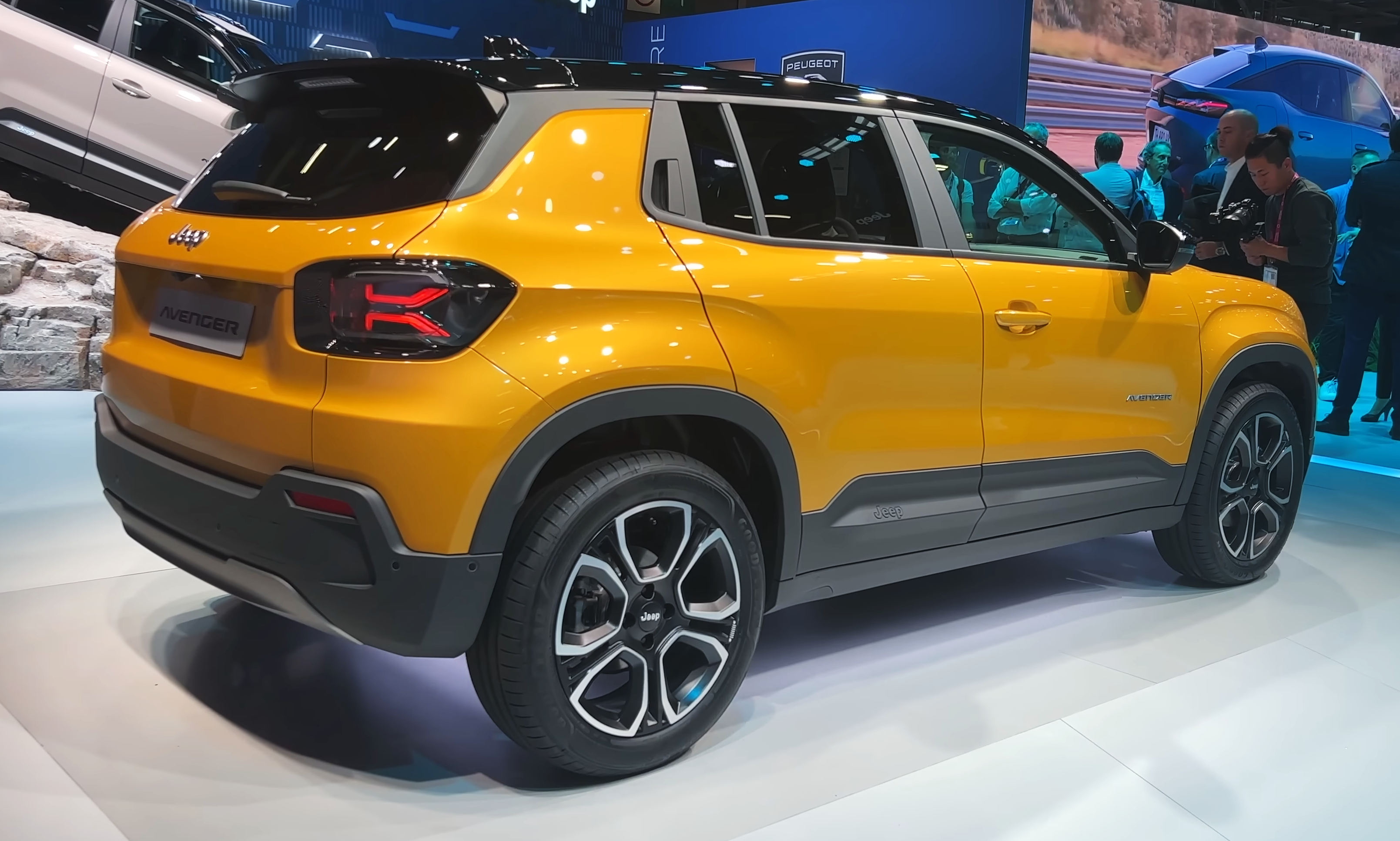
Hátulnézetből

## Díja
2023-ban Az Év Autójának választották.

## Külső hivatkozások
- Hivatalos honlap

## Fordítás
Ez a szócikk részben vagy egészben  a   Jeep Avenger című holland Wikipédia-szócikk ezen változatának fordításán alapul.  Az eredeti cikk szerkesztőit annak laptörténete sorolja fel. Ez a jelzés csupán a megfogalmazás eredetét és a szerzői jogokat jelzi, nem szolgál a cikkben szereplő információk forrásmegjelöléseként.